# Aleksander Viktorovič Dedjuško
Aleksander Viktorovič Dedjuško (rusko Алекса́ндр Ви́кторович Дедю́шко), ruski gledališki in filmski igralec, * 20. maj 1962, Volkovisk, Grodnenska oblast, Sovjetska zveza (sedaj Belorusija), † 3. november 2007, Vladimirska oblast, Rusija.

## Filmografija
- 2009 — Taras Bulba (Тарас Бульба)